# Museo dell'orso (Bisegna)
Il Museo dell'orso, noto anche come museo della piccola e grande fauna, è un museo intitolato all'orso bruno marsicano situato a San Sebastiano dei Marsi frazione di Bisegna (AQ), in Abruzzo.

## Storia e descrizione
Il museo, istituito nel 1997, era originariamente dedicato agli insetti che popolano l'area protetta del parco nazionale d'Abruzzo, Lazio e Molise. In seguito ad una serie di incursioni effettuate da alcuni esemplari di orso bruno marsicano, l'ente gestore del parco nazionale su sollecitazione della locale Pro loco e degli abitanti del luogo, ha deciso di dedicare il museo al plantigrado. Infatti a cominciare dai primi anni Duemila un esemplare maschio di orso bruno, poi ribattezzato orso Bernardo in onore all'omonimo santo, ha inaugurato una serie di incursioni nel centro storico del paese marsicano a cui hanno fatto seguito le scorribande, effettuate generalmente da maggio a novembre e a tutte le ore del giorno, dell'orsa Gemma, chiamata così in onore di santa Gemma, di Amarena, di Forchetta e di altri esemplari non censiti. 
La struttura museale si compone di tre sale dedicate alla piccola e grande fauna del parco nazionale abruzzese. 
Sono esposti vari documenti scientifici e libri tematici che vengono utilizzati per favorire l'attività didattica rivolta alle scolaresche. I pannelli informativi e diverse fotografie aiutano a comprendere le abitudini di vita degli insetti e dell'orso bruno marsicano e il non facile rapporto tra il plantigrado e gli uomini che vivono stabilmente in questo territorio.